# Virág József
Virág József (Földvár, Brassó vármegye, 1870 – Budapest, Erzsébetváros, 1901. október 23.) gépészmérnök, a Pollák–Virág-féle gyorstávíró társfeltalálója.

## Életrajza
Virág József pályafelügyelő és Müller Karolin gyermekeként született Erdélyben, a Brassó vármegyei Földváron. Középiskoláit Brassóban és Kolozsváron végezte, majd 1892-ben a budapesti Műegyetemen szerzett gépészmérnöki oklevelet. Nem sokkal ezután a Szabadalmi Hivatal megszervezésekor kinevezték a Magyar Szabadalmi Hivatal albírójává, később bírójává. 1898-tól a Pollák Antal által felvetett betűíró gyorstávíró eszméjének gyakorlati megvalósításával foglalkozott. Munkálkodásuk során azt mindjárt felismerték, hogy a megépítésre váró szerkezet az eredeti ötlet szerint képek továbbítására nem alkalmas, ezért kizárólag a telegráfiában való hasznosíthatóságára összpontosítottak. A készülék kipróbálására 1899 tavaszán került sor az Egyesült Villamossági Rt. és a szegedi távírda között, amely során
óránkénti 80–100 ezer szót sikerült továbbítaniuk, a Wheatstone automata távíróval szemben, mely ugyanennyi idő alatt mindössze 6–8 ezer szót továbbított. 
A feltalálók csak ezután szánták rá magukat arra, hogy találmányukat nyilvánosan is bemutassák. A nyilvános bemutatóra a Magyar Mérnök és Építész Egyletben került sor 1899 májusában. Nagy sikert arattak, még maga Eötvös Loránd is személyesen gratulált nekik.
Találmányukat még ugyanazon év szeptemberében kipróbálták a közel 1000 kilométer hosszúságú Budapest–Berlin vonalon is; ekkor óránként mintegy 70 ezer szavas sebességet sikerült elérniük. A német és az európai sajtó is a technika csodájaként emlegette a két magyar távíró munkáját. Küszöbön állt a világsiker. A próbára novemberben került sor Amerikában, a Chicago–Miwaukee vonalon. Itt először 80 ezer szavas sebességet értek el, majd fokozták a tempót és mindenki megdöbbenésére 122, majd 140 ezer szó/óra sebességet értek el. Találmányukért a Guardian Trust Co. chicagói bank két és fél millió dollárt ajánlott fel. 
Berendezésüket szakértők tanácsára oly módon alakították át, hogy az már ne morzejeleket, hanem mindenki által könnyen olvasható folyóírást továbbítson. Ez korszakalkotó előrelépés volt. Az átalakítás után a Pollák–Virág-féle gyorstávíró óránként 40 ezer folyóírásos szó továbbítására volt képes. Az  elismerések, szakmai sikerek ezúttal sem maradtak el, azonban 1901-től a dolgok kezdtek rosszra fordulni. Először a chicagói bank jelentett csődöt, nem tudta teljesíteni a vállalt kötelezettségeit, majd 1901. október 23-án váratlanul mindössze 31 éves korában hashártyagyulladásban elhunyt Virág József is.
1960-ban a Híradástechnikai Tudományos Egyesület évenként kiosztásra kerülő Virág–Pollák-emlékérmet alapított kiemelkedő értékű híradástechnikai tanulmányok jutalmazására.

## Családja
Felesége Weissman Etelka (Adél) volt.
Gyermekei
- Virág Etelka Zsuzsanna (1900–1901)
- Virág Margit Karolina (1902–1976) tanítónő. Férje Varga János tanító.

## Megjelent munkái
- A Pollák – Virág-féle betűíró gyorstelegráf (Magyar Mérnök és Építész Egylet Közlönye 1901).